# شهرداری پلاسنیکا
شهرداری پلاسنیکا (به لاتین: Plasnica Municipality) یک منطقهٔ مسکونی است که در مقدونیه شمالی واقع شده‌است. شهرداری پلاسنیکا ۵۴٫۴۴ کیلومتر مربع مساحت و ۴٬۵۴۵ نفر جمعیت دارد.